# Strategisk planering
Strategisk planering är en process inom marknadsföring där organisationer utvecklar strategier för långsiktigt överlevnad och för att nå uppsatta mål på en ständigt föränderlig marknad. Detta görs genom att matcha organisationens resurser mot de möjligheter som uppstår i marknadsomgivningen. Den strategiska planeringen hjälper också organisationer förstå sin marknad och därmed vilken marknadsstrategi de bör använda sig av.

## Processen för strategisk planering
En strategisk planering utgår från fyra steg: 
- definiera företagets målskrivning
- fastställa företagets övergripande mål
- utveckla affärsportföljen
- planera marknadsföring och andra funktioner[2]

### Definiera företagets målskrivning
Strategisk planering utgår från organisationens syfte och uppdrag - organisationen ska alltså definiera vad de vill uträtta och besvara frågor som t.ex. vad är vår verksamhet? vad borde vår verksamhet vara? vilka är våra konsumenter och vad värderar dom? Många organisationer utvecklar därför en marknads- och kundorienterad vision. En sådan vision definierar hur organisationen tillfredsställer sina kunders behov samt vilken kund-upplevelse man önskar förmedla. Den är inte produkt- eller teknologicentrerad och bör heller inte skrivas i  termer som: "vi vill öka organisationens försäljning eller förtjänst" utan ska istället vara meningsfull, specifik och motiverande, och likt en osynlig hand guida organisationens alla led mot samma mål.

### Fastställa företagets övergripande mål
Steg nummer två inom strategisk planering är att fastställa mål utifrån syftet med företaget, dess värderingar, vision och affärsidé. Vilka vill företaget vara? Vad vill det åstadkomma nu och i framtiden? Alla företag har ett eller flera mål för att bedriva sin verksamhet framåt. Målen visar vad företaget vill uppnå med verksamheten utifrån deras Affärsidé. Målen styr hur företaget kan fördela sina resurser för att uppnå dem. Exempel på en resurs är det kapital ett företaget behöver för att kunna marknadsföra sig.
För att kunna sätta dessa mål används oftast en nulägesanalys som är baserad på affärsidén, marknadens möjligheter samt vart företaget befinner sig i dagsläget. Dessa mål kallas för långsiktiga mål och sträcker sig under en längre period, men för att företaget ska kunna stämma av om de är på väg mot målen så måste man bryta ner målet i delmål. Ett delmål innebär att målet delas upp i ett eller flera mindre mål, som till exempel att företaget ska öka sin försäljning med 100 000 kronor under ett år. Detta gör det då lättare för företaget att se om det är på rätt väg och om målet fortfarande är rimligt. Summan av dessa delmål ska alltså uppfylla företagets övergripande mål.

### Utveckla affärsportföljen
Utifrån vad man kommit fram till i de två första stegen bestämmer företaget vilka affärsportföljer de ska följa och till vilken grad. Affärsportfölj är ett samlat begrepp för företagets strategiska händelser som lägger en grund för ett företag. Detta genererar en mer detaljerad marknadsföring samt att företaget bestämmer mer detaljerat hur de ska uppfylla deras mål. Planeringen av företagets affärsportfölj sker i olika steg. Inledningsvis tar företaget reda på vilka produkter som ska avvecklas och utvecklas. Först och främst identifieras den viktigaste strategiska enheten som är mest attraktiv på marknaden och för företagets framtid.
1. Företaget måste analysera sin nuvarande affärsportfölj och bestämma vilka produkter de ska investera mer eller mindre på.
2. Företaget måste även planera en framtida affärsportfölj genom att utveckla eller avveckla sina strategiska enheter.

Företaget måste analysera sin nuvarande affärsportfölj och bestämma vilka produkter de ska investera mer eller mindre på. Sedan måste företaget även planera en framtida affärsportfölj genom att utveckla eller avveckla sina strategiska enheter. Detta ger företagen möjlighet att bättre planera strategier för framtiden samt ge en bättre insikt i sina affärer. 

### Användbara metoder för portföljanalys

#### Boston-matrisen
Boston-matrisen, även kallad BCG-matrisen, är ett användbart verktyg när affärsenheter eller produkter ska analyseras utifrån ett strategiskt perspektiv. Syftet med matrisen är att bestämma vilken potential en viss produkt har på marknaden, t.ex. huruvida det ska göras en vidareutveckling eller tillökning av en särskild produkt. Men också om en produkt ska avyttras eller om ytterligare investeringar ska göras. Matrisen är utformad enligt ett XY – diagram, där y-axeln markerar tillväxthastigheten och x-axeln dess marknadsandel. Produkten kommer sedan att placeras i en av fyra kategorier

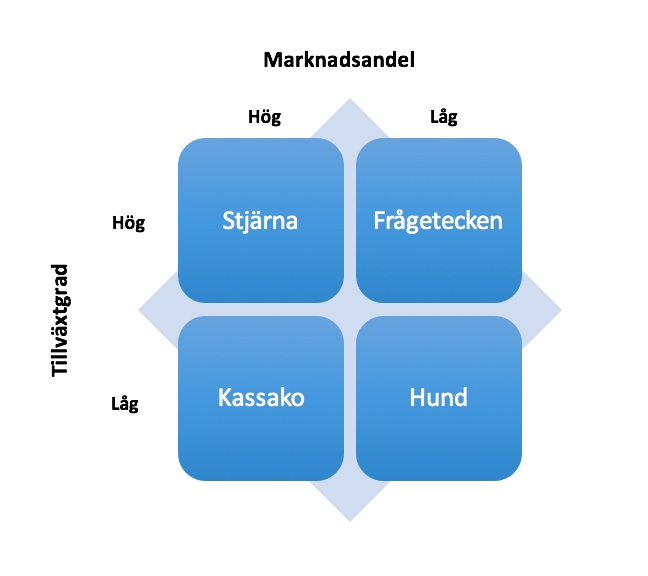
Tolkning av Bostonmatrisen enligt Kotler, P., Armstrong, G., Harris C, L. & Piercy, N. (2013). Principles of Marketing.

- Stjärnor: Hög marknadsandel, hög tillväxt.

Eftersom stjärnorna har hög tillväxtgrad och stor konkurrenskraft kostar det mycket att utveckla och underhålla produkten om positionen på marknaden ska bibehållas. Stjärnorna är produkterna som leder marknaden, och är därför väldigt lönsamma för verksamheten. Då tillväxten hos stjärnorna sjunker bildar de kassakor.
- Kassakor: Hög marknadsandel, låg tillväxt

En produkt som är en kassako har en låg tillväxt på marknaden men har en stor marknadsandel. Kassakor kräver inga stora investeringar eftersom de är etablerade och kända på marknaden. Vinsten från dessa produkter används för att investera i andra enheter och nya verksamheter inom företaget. 
- Frågetecken: Låg marknadsandel, hög tillväxt

Frågetecken brukar ses som en verksamhets osäkra kort och har en liten marknadsandel i en marknadsomgivning som växer fort. För att fortleva på marknaden och eventuellt förbättra sin position krävs stora satsningar. 
- Hundar: Låg marknadsandel, låg tillväxt

Hundar är produkter som inte har stor marknadsandel eller hög tillväxt. Dessa produkter kan omsätta sig själva på marknaden men har då en begränsad framtid och kan övervägas att läggas ner. 
När en portföljanalys är utförd, kan företag och organisationer tillämpa ett ytterligare verktyg för att välja, identifiera och utveckla tillväxtstrategier. Detta verktyg är Produkt-/marknadsexpansionsmodellen, även kallad Ansoff-matrisen. Modellen kopplar ihop fyra tillväxtstrategier med nya produkter, nuvarande produkter, nya marknader och nuvarande marknader. De fyra olika strategierna är marknadspenetrering, produktutveckling, marknadsutveckling eller diversifiering.

### Planera marknadsföring och andra funktioner
Med utgångspunkt i den strategiska planeringen, måste likaså en mer detaljerad plan utarbetas. Alla avdelningar inom företaget måste samarbeta för att de strategiska målen skall kunna uppnås. Eftersom företag alltid strävar efter ett visst kundvärde måste de ha goda relationer till återförsäljare och leverantörer. Om en av företagets leverantörer ständigt levererar varor efter omtalad tid får kunderna sina produkter senare än väntat. Det leder till missnöjda kunder och negativa kundrelationer, vilket företagen vill undvika. En nöjd kund återkommer och skapar lönsamhet för företagen. Alla avdelningar inom ett företag ska ses som företagets interna värdekedja. Varje avdelning arbetar för att öka kundvärden genom exempelvis design, produktion, marknader, leveranser och liknande för deras produkter. Om ett företag ska kunna leverera det som utlovas till kunden måste alla avdelningar i företaget samarbeta. Därmed är det viktigt att berörda avdelningar förstår konceptet marknadsföring för att kunna skapa bästa möjliga kundvärde.

#### Samarbete med andra i marknadsföringssystemet
För att ett företag ska uppnå ett starkt kundvärde måste det, förutom att fokusera på sina egna interna värdekedjor, även lägga stark fokus på sina leverantörers, distributörers och, slutligen, kunders värdekedjor. Av den anledningen är det vanligt att många av dagens företag samarbetar med sina leverantörer, distributörer och kunder - för att förbättra sina relationer med dessa och därmed skapa långsiktiga förhållanden som baseras på tillväxt och fördelar.